# يوكوس

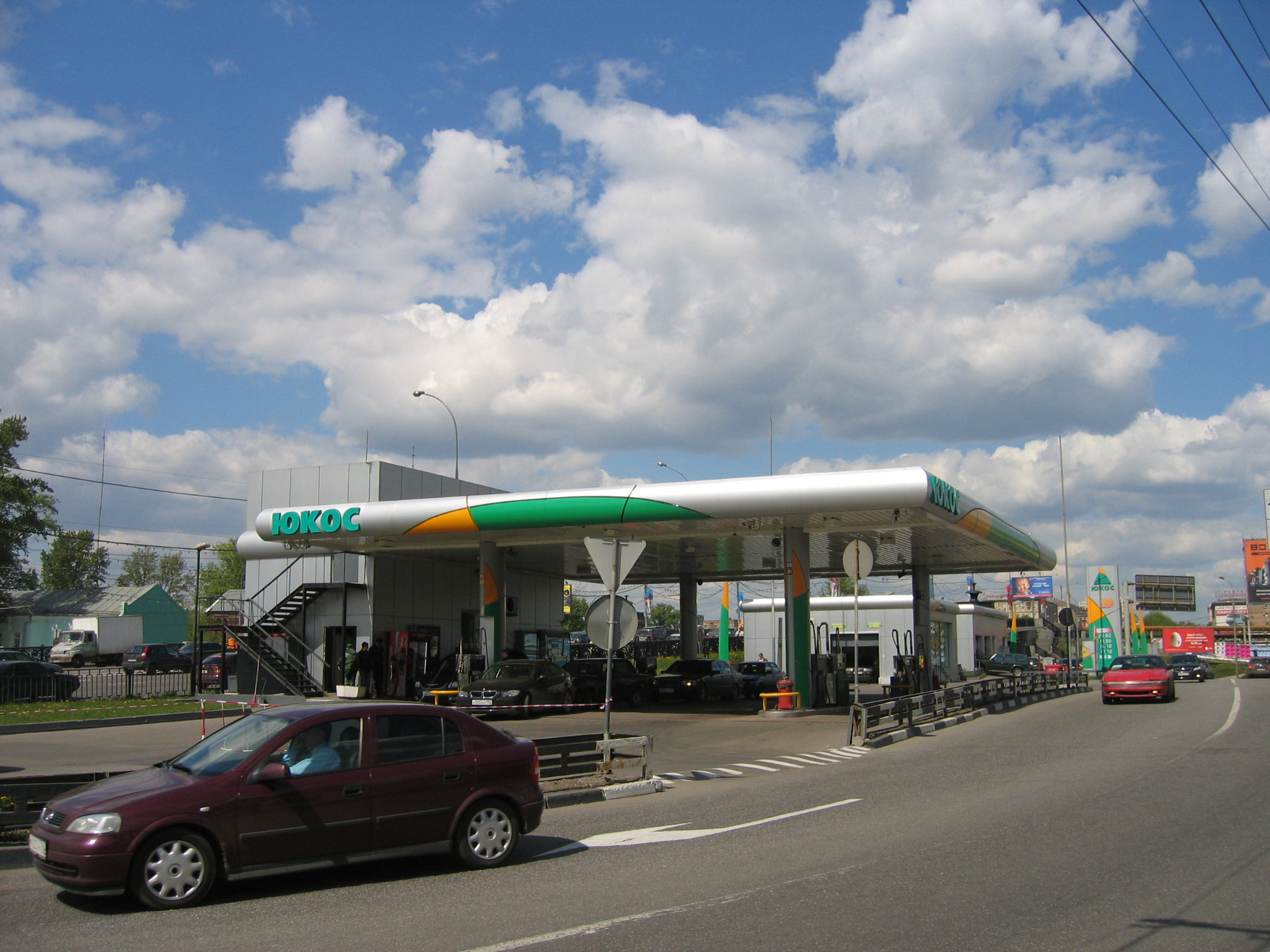

شركة يوكوس للزيت(OJSC)(الروسية: ОАО Нефтяна́я Компа́ния Ю́КОС، IPA: [jukəs]) كانت شركة نفط وغاز مقرها موسكو، روسيا. تم شراء شركة يوكوس من الحكومة الروسية من قبل الأوليغارشية الروسية ميخائيل خودوركوفسكي بنك ميناتيب خلال مزادات «قروض الأسهم» المثيرة للجدل في منتصف التسعينيات. بين عامي 1996 و 2003 أصبحت يوكوس واحدة من أكبر وأنجح الشركات الروسية، حيث تنتج 20٪ من إنتاج النفط الروسي. في أكتوبر 2003، ألقي القبض على خودوركوفسكي - أغنى رجل في روسيا والرابع عشر من بين أغنى رجل في العالم - وتم تفكيك الشركة قسرًا بسبب ضرائب غير مدفوعة بعد فترة وجيزة وأعلنت إفلاسها في أغسطس 2006. قضت المحاكم في العديد من البلدان في وقت لاحق بأن النية الحقيقية كانت تدمير شركة يوكوس والحصول على أصولها للحكومة، والعمل سياسيًا ضد خودوركوفسكي. في عام 2014، فاز مالكو يوكوس السابقون ضد روسيا بأكبر جائزة تحكيم في التاريخ، بقيمة 50 مليار دولار (37.2 مليار يورو). ومع ذلك، فقد رفضت المحكمة المحلية في لاهاي هذا الحكم البالغ قيمته 50 مليار دولار أمريكي والذي أصدرته محكمة التحكيم الدائمة باعتباره باطلًا. من عام 2003 إلى عام 2004 فصاعدًا، قدمت الحكومة الروسية لشركة يوكوس سلسلة من المطالبات الضريبية بلغ مجموعها 27 مليار دولار أمريكي (20.1 مليار يورو). نظرًا لتجميد الحكومة لأصول شركة يوكوس في نفس الوقت، ورفضت المحاولات البديلة للتسوية من قبل يوكوس، لم تتمكن الشركة من دفع هذه المطالب الضريبية. بين عامي 2004 و 2007، تم الاستيلاء على معظم أصول يوكوس وتحويلها بجزء بسيط من قيمتها إلى شركات النفط المملوكة للدولة. أدانت الجمعية البرلمانية لمجلس أوروبا الحملة الروسية ضد شركة يوكوس ومالكيها باعتبارها مصطنعة لأسباب سياسية وانتهاكًا لحقوق الإنسان. بين عامي 2011 و 2014، فازت إدارة الشركة السابقة والمستثمرون بعدة دعاوى قضائية ضد روسيا أو ضد الشركات التي استحوذت على أصول يوكوس. قضت المحكمة الأوروبية لحقوق الإنسان بوجود استخدام غير عادل للنظام القانوني والضريبي؛ خلص معهد التحكيم التابع لغرفة التجارة في ستوكهولم، وهو هيئة محايدة تم تأسيسها من قبل روسيا والغرب منذ السبعينيات لحل النزاعات التجارية،  إلى أن إجراء الحكومة كان «مصادرة غير قانونية» باستخدام فواتير ضريبية «غير مشروعة»، والتي يكون تأثيرها كان الهدف منه «تدمير شركة يوكوس والسيطرة على أصولها».حكمت محكمة التحكيم الدائمة في لاهاي بالإجماع على منح تعويض قدره 50 مليار دولار عن أصول الشركة، وأن شركة يوكوس كانت هدفاً لسلسلة من الهجمات ذات الدوافع السياسية من قبل السلطات الروسية التي أدت في النهاية إلى تدميرها، وأن روسيا صادرت شركة يوكوس. الأصول التي تنتهك معاهدة ميثاق الطاقة. لا تحظر المعاهدة على الحكومات مصادرة أو تأميم الأصول التجارية، لكنها تتطلب تعويض المستثمرين بشكل عادل. على الرغم من أن روسيا لم تصدق مطلقًا على المعاهدة الكاملة، إلا أن هذه البنود ظلت ملزمة قانونًا بموجب كل من المعاهدة والقانون الروسي حتى عام 2029. وفقًا لحكم محكمة التحكيم الدائمة، لم يكن الهدف الأساسي للاتحاد الروسي هو تحصيل الضرائب بل إفلاس شركة يوكوس، والاستيلاء على أصولها لصالح الدولة الروسية والشركات المملوكة للدولة روسنفت وغازبروم، وإزالة خودوركوفستي من الساحة السياسية.